# Петергофская гранильная фабрика
Петергофская гранильная фабрика — старейшая русская казённая фабрика художественной обработки цветного камня, основанная в 1721 году. За 300 лет истории прошла путь от изготовления каменных изделий для императоров к производству точных рубиновых камней для часовых механизмов и до производства часов.

## Основание
Создана в Петергофе по указу Петра I (1721) как «мельница» для резки и шлифования камней. Согласно БСЭ, годом создания является 1725-й; другие источники указывают более ранний — 1723-й. 

Факт основания фабрики в 1721 году был подтверждён благодаря архивной находке, которую опубликовал историк и краевед В. Е. Ардикуца. Ардикуца обнаружил в архивах (РГИА. Ф. 467. — Оп. 2. — Д. 27-а. — Л. 224) распоряжение от 1721 года, предписывавшее голландцу Питеру фон Хесселю начать «пиловать и полировать камень мраморовый и алебастр и другой всякой мягкой камень кроме дикого в Петергофе». Им было обнаружено также (РГИА. Ф. 467. — Оп. 2. — Д. 27-а. — Л. 221) прошение самого фон Хесселя в Канцелярию городовых дел от 20 октября 1721 о выделении ему материалов для строительства «ветряной пильной мельницы и анбара, в котором пиловать и полировать камень». В прошении фон Хессель ссылается на то, что строительство мельницы велено ему «по именному царского величества указу». На следующий день после прошения фон Хесселя 21 октября 1721 года директор Канцелярии городовых дел У. А. Сенявин подписал распоряжение: 
«По указу великого государя, царя и великого князя Петра Алексеевича всея Великая и Малая и Белая России самодержца. По вышеписанному ведению и росписи слюзного мастера Питера Фонгезеля к строению мне в Питергофе ветряной пильной мельницы, которая будет пиловать и полировать мраморовой и всякий мягкой камень, кроме дикого и крепкого камня, припасы отпустить, записать в расход с распискою, двух кузнецов отпустить из города. А для той мельницы по чертежу его плотников и столяров подрядить и о том публиковать в народ с барабанным боем и в пристойных местах поставит листы и об отпуске припасов, и кому подлежит послать указы, и сей указ записать в книгу».
Немедленно после начала строительства фабрика начала нанимать рабочих и получать государственные заказы. Так, например, уже в ноябре 1721 года архитектор Доменико Трезини сообщал о направлении нескольких рабочих на работу на мельницу фон Хесселя. А в более поздних документах можно обнаружить характеристику рабочего, который «работает на мельнице с 1721 года».

## История
В 1731 году она сгорела, и по указу Анны Иоанновны в 1735 году ее стали строить новую. Её возводили по чертежам И. Брукнера, под руководством которого стали обрабатывать не только камень мягких пород — в 1741 году уже делали различные изделия из твёрдых пород камня. И. Брукнеру подчинялись помощник, три гранильщика и шлифовальщик. 
До 1741 года находилась в ведении Академии наук, затем передана в правительственную канцелярию. По контракту 1748 года англичанину Иосифу Боттому (1711—1778) было поручено «бриллиантить» алмазы, гранить прочие драгоценные камни, смотреть за резкой, шлифовкой и полировкой больших и мелких камней и обучить четырёх учеников. С этих пор появились династии потомственных камнерезов из приписанных «навечно» к фабрике удельных крестьян.
С 1758 года на фабрике была открыта мозаичная мастерская. Первые работы были выполнены в технике римской мозаики, но уже во второй половине XVIII века была освоена и флорентийская техника. Работами руководил итальянец Я. Мартини. На поиски камней отправлялись специальные экспедиции. В это же время русские мастера создали новую «русскую» технику мозаики, имитировавшую структуру монолитного камня — яшмы, малахита. 
В 1763 году по указу Екатерины II мельница перешла в ведение Академии художеств, президентом которой был И. И. Бецкой. Екатерина II в письме в Париж Мельхиору Гримму сообщала, что «мастера Петергофской фабрики работают лучше, чем итальянцы».
B 1777—1778 годах под руководством архитектора И. Яковлева по проекту архитектора Ю. М. Фельтена вместо деревянного здания мельницы было построено трёхэтажное каменное здание на берегу Финского залива, близ дороги на Ораниенбаум. С 1779 года начальником мельницы стал Я. Ф. Рооде.
В 1800 году Академию художеств и фабрику возглавил граф А. С. Строганов. В 1801 году мельница была переименована в Гранильную фабрику, а Якова Рооде заменил Александр Боттом, сын Иосифа Боттома. Фабрика начала сотрудничать с ведущими архитекторами. Особую роль в это время сыграл архитектор А. Н. Воронихин, который проектировал декор предметов из цветного камня; для главного престола Казанского собора он создал проект дарохранительницы из порфиров, агатов, яшм и других камней; её части исполняли в Петергофе и Екатеринбурге.
В 1811 году управление было возложено на графа Д. А. Гурьева. В помещении каменной мельницы была организована мастерская по изготовлению хирургических инструментов, сабельных и шпажных клинков для армии. В 1816 году был учрежден новый штат, поставлены новые механизмы, часть мастеровых передана на бумажную фабрику, часть переведена на Императорский стеклянный завод. Фабрика получила официальное название Императорской гранильной фабрики. В помещениях фабрики была устроена образцовая писчебумажная фабрика с машинным производством (впервые в России), которая просуществовала до 1846 года. 
С 1829 года, когда фабрика перешла в подчинение Департаменту уделов, до 1848 года директором стал Д. Н. Казин. Продукция фабрики стала разделяться на разряды: «изящные или художественные» изделия для Императорского Дома, а также «обыкновенные и мелочные». Мелочные вещи продавались на территории завода, а также на Невском проспекте, в доме Энгельгардта, и в магазине комиссионера бумажной фабрики Антипова. С 1832 года изделия фабрики отправлялись на ярмарку в Нижний Новгород.
В 1848—1858 годы директором фабрики был барон Николай Ефремович Бухгольц. При нём было организовано мраморное и паркетное отделение для исполнения мозаичных полов в «античном стиле» для Исаакиевского собора, для Петергофа, для Нового Эрмитажа. Мраморное отделение просуществовало до 1860 года. С середины XIX века Петергофская фабрика стала завоевывать мировую славу; её работы экспонировались на международных и отечественных выставках и неизменно получали почётные награды: медали, адреса, дипломы.
С 1861 года мастеровые были освобождены от обязательной службы, получали право на пенсию и медали за особые заслуги в работе. В училище при фабрике предпочтительно принимались сыновья мастеровых 10—14 лет, которые по окончании учёбы обязаны были отработать на фабрике не менее 10 лет.
Некоторое время директором был Алексей Матвеевич Яфимович. В 1875 году было перестроено трёхэтажное здание флигеля, пустовавшее после закрытия мраморного отделения. Сюда перевели мозаичные и гранильные мастерские, тут же был организован музей.
С 1886 года директором фабрики стал академик А. Л. Гун. Многие предметы, сделанные в период правления А. Л. Гуна, обладали высокой художественной выразительностью. «Сохраняя некоторую сухость рисунка и приспособляя камень часто к совершенно чуждому ему рисунку или композиции деревянных или металлических изделий, Гун иногда грешил против материала, но достижения его, тем не менее, прекрасны и пользовались заслуженным успехом». В 1890 году была начата грандиозная работа по изготовлению гробниц (проект А. Л. Гуна) для Петропавловского собора, которая завершилась в 1905 году.
В 1911 году должность директора занял бывший директор Екатеринбургской гранильной фабрики В. В. Мостовенко. Помимо изделия для царского двора, фабрика активно выпускала мелкие бытовые предметы, часто утилитарного характера — набалдашники для тростей и зонтов, лотки, ножи для разрезания бумаги и др.; в огромных количествах изготавливались пасхальные яйца из цветных камней. Среди крупных работ была начатая ещё при А. Л. Гуне каменная отделка свода шатра (сени) в Храме Воскресения Христова, а также мозаика для престола Морского собора в Кронштадте.
С 1914 года фабрика выпускала преимущественно технические изделия.

## Преобразования
В 1931 году фабрика стала Заводом точных технических камней Петродворцовый ТТК-1.
В 1954 году по приказу министерства Совета Министров СССР завод точных технических камней Петродворцовый ТТК-1 переименован в Петродворцовый часовой завод «Ракета».